# Jan Švéda
Jan Švéda (Břeclav, 1931. november 5. – 2007. december 14.) Európa-bajnok és olimpiai bronzérmes cseh evezős.

## Pályafutása
Az 1960-as római olimpián nyolcasban bronzérmes lett. Az Európa-bajnokságokon egy-egy arany-, ezüst- és bronzérmet szerzett.

## Sikerei, díjai
- Olimpiai játékok – nyolcas
  - bronzérmes: 1960, Róma
- Európa-bajnokság – nyolcas
  - aranyérmes: 1956
  - ezüstérmes: 1959
  - bronzérmes: 1957